# Kuala Pilah

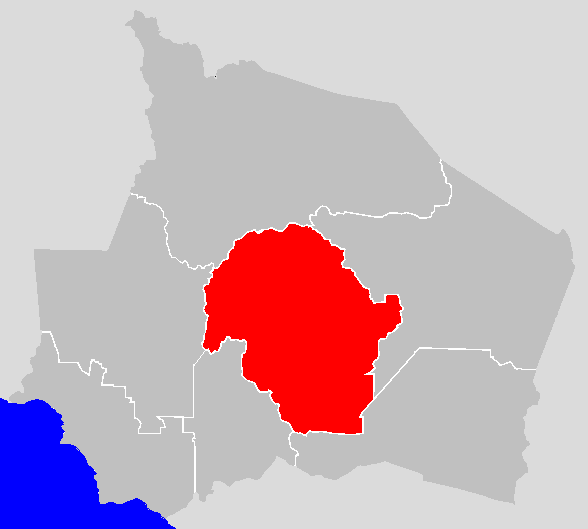
Le district de Kuala Pilah à Negeri Sembilan.

Kuala Pilah est à la fois une ville et un district dans l’État malaisien de Negeri Sembilan. Il est communément appelé Pilah par ses habitants majoritairement de l’ethnie malaise Minangkabau. C’est une ville ancienne située dans une vallée avec beaucoup de maisons chinoises d’avant-guerre qui donnent sur les rues principales. Autour de celles-ci, on trouve également des maisons traditionnelles construites en bois de style malais près de vastes rizières. La cuisine Minangkabau fait partie des spécialités locales.

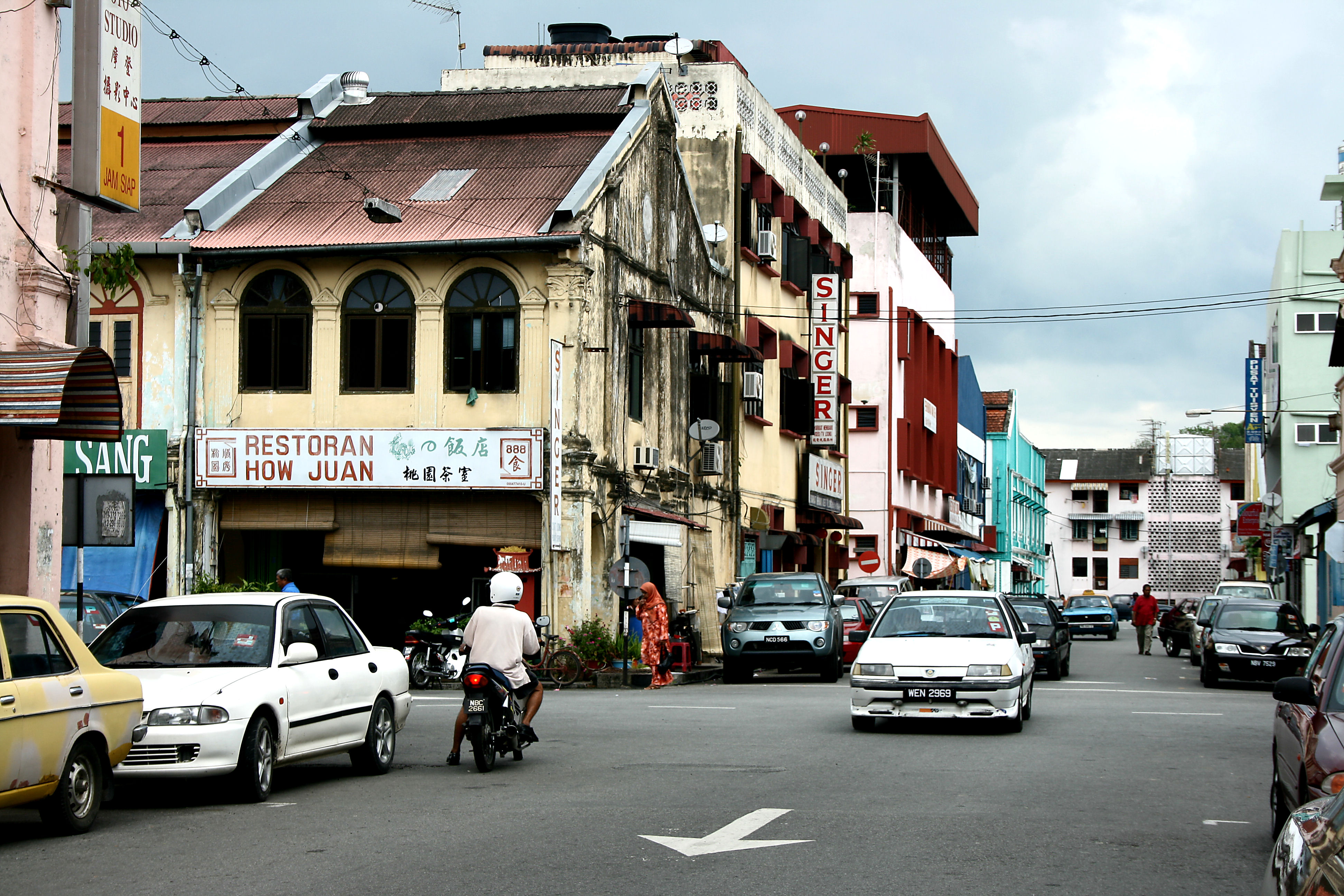
Une rue de Kuala Pilah, Negeri Sembilan, Malaisie en mars 2009.

La ville de Kuala Pilah est une escale importante pour les routiers grâce à sa situation au centre de Negeri Sembilan. La communauté sino-malaisienne y est assez présente depuis que les Britanniques les ont fait venir pour l’exploitation minière.
- (en) Cet article est partiellement ou en totalité issu de l’article de Wikipédia en anglais intitulé « Kuala Pilah » (voir la liste des auteurs).